# Nissedal
Nissedal é uma comuna da Noruega, com 902 km² de área e 1407 habitantes (censo de 2006).         